# بيل ماسون (كاتب)
بيل ماسون (بالفرنسية: Bill Mason) (و. 1929 – 1988 م) هو مخرج أفلام، وكاتب كندي، ولد في وينيبيغ، توفي عن عمر يناهز 59 عاماً، بسبب سرطان.

## وصلات خارجية
- بيل ماسون على موقع IMDb (الإنجليزية)
- بيل ماسون على موقع ألو سيني (الفرنسية)
- بيل ماسون على موقع أول موفي (الإنجليزية)
- بيل ماسون على موقع قاعدة بيانات الأفلام السويدية (السويدية)
- بيل ماسون على موقع ديسكوغز (الإنجليزية)
- بيل ماسون على موقع قاعدة بيانات الفيلم (الإنجليزية)
- بيل ماسون على موقع كينوبويسك (الروسية)